# Oblikovanje obavijesti
Oblikovanje obavijesti je definirano kao umijeće i vještina osmišljavanja i pripreme obavijesti (informacija) tako da su ljudima dostupne, i da ih mogu koristiti djelotvorno i učinkovito.
Oblikovanje obavijesti često se smatralo sinonimom grafičkog oblikovanja, pa se i danas podučava na nekim tečajevima grafičkog dizajna. Jedna od prvih uporaba ovog pojma bila je u savjetništvu za grafičko oblikovanje u Londonu, Pentagram, kada se termin koristio 1970. godine kako bi označio grafičko oblikovanje i razlikovao ga od proizvoda drugih vrsta oblikovanja. Od tada se izraz uglavnom koristi za grafičko oblikovanje koje ima za cilj prikazivanje učinkovitih i razumljivih obavijesti, a ne samo atraktivnih korisnicima.
Tijekom 80ih oblikovanje obavijesti počelo je uključivati odgovornost za sadržaj i jezik poruka, i veću ulogu za testiranje korisnika i istraživanja nego što je to bilo svojstveno tradiconalnom, matičnom grafičkom oblikovanju.
Stručnjaci za oblikovanje obavijesti koji imaju iskustva u profesionalnom pisanju ponekad polje nazivaju 'oblikovanje dokumenata', posebice u SADu.
 Termin informacijaska grafika koriste primarno oni koji se bave dijagramima i prikazivanjem kvantitativnih obavijesti.
U računalnoj znanosti i informacijskoj tehnologiji, oblikovanje obavijesti je ponekad «grub» sinonim ( ne neophodno iste discipline) za informacijsku arhitekturu, oblikovanje informacijskih sustava, baza podataka ili strukture podataka, što uključuje i oblikovanje obavijesti te proces analize.

## Povijest
Oblikovanje obavijesti se vjerojatno pojavilo s čovjekovom prvim pokušajem da ostvari komunikaciju. 
Rani primjeri modernog oblikovanja obavijesti uključuju mape mjesta Johna Snowa, koje su pokazivale lokaciju izvora kolere 1850. u Londonu, te dijagram Charlesa Josepha Minarda iz 1861. koji je oslikavao Napoleonov vojni pohod na Rusiju 1812., i «Međunarodni slikovni jezik» Otta Neuratha 1930ih.
Termin ‘oblikovanje obavijesti’ pojavio se kao multidisciplinarno područje proučavanja 1970ih. 
Neki grafički stručnjaci su počeli koristiti termin, što je bilo u konsololidaciji s publikacijom časopisa Information Design Journal 1979.
Tijekom kasnih 60ih i 70ih, Journal of Typographic Research (preimenovan u Visible Language) objavljivao je istraživanja u širem rasponu tema informacijskog oblikovanja nego što samo ime časopisa sugerira.
Urednik ovog magazina, Merald Wrolstad, sudjelovao je u organizaciji serije konferencija o procesuiranju Visual Language (Vizualnog Jezika), koje su okupile stručnjake za oblikovanje, psihologe, lingviste i inženjere sučelja.
Održavanje drugih multidisciplinarnih konferencija uključivalo je Easterby & Zwanga (1984.) i Duffy & Waller (1985.). Schriver (1997) ima povijest s pojavom oblikovanja obavijesti (tekst mora biti čitljiv i sažet).

## Pozornost (interes) javnosti
Pozornost koju stručnjaci za oblikovanje obavijesti dobivaju od javnosti može biti veoma velika (na primjer, znaci na aerodromu su za svakoga), ili vrlo određeni – informacijski proizvodi poput telefonskog računa mogu biti privatni i namijenjeni za individualnu uporabu koristeći se tehnikama i tehnologijom segmentacije tržišta i upravljanja obavijestima, sličnih onima u direktnom marketingu.
Zajednička karakteristika projekata za oblikovanje obavijesti je nastojanje stvaranja uzajamnog povjerenja korisnika i vještaka za oblikovanje obavijesti.
Vještaci su podložni povećanoj odgovornosti, s obzirom na to da se korisnici oslanjaju na pouzdanost obavijesti.

To znači da oni moraju imati određeni utjecaj na javnost, a s utjecajem i moći dolazi i povećana potreba da su obavijesti pouzdane i točne, s ciljem opravdanja ukazanog povjerenja.
Povezanost stručnjaka za oblikovanje obavijesti i njihovih klijenata se razlikuje od grafičkih dizajnera i njihovih klijenata. Stručnjaci za oblikovanje obavijesti nastoje služiti interesima korisnika usluga klijenata kao i samih klijenata, i često zastupaju korisnike preko klijenata.

## Kompetencija-mogućnosti
Oblikovanje obavijesti sa sobom povlači potrebu poznavanja različtih sposobnosti koje rijetko posjeduje samo jedna osoba.
Iz tog razloga, stručnjaci za oblikovanje obavijesti rade u timovima koji uključuju specijaliste i druge stručnjake.
U SADu, naziv stručnjak za oblikovanje obavijesti se koristi i za grafičke dizajnere koji se specijaliziraju u kreiranju web stranica, dok se stručnjaci za oblikovanje nazivaju arhitektima obavijesti.

## Istraživanja
Svako oblikovanje i dizajniranje uključuje istraživanje kao početnu fazu. Istraživanje o oblikovanju obavijesti većinom obuhvaća:
- Istraživanje poslovnog procesa i analiza
- Kvantitativna i kvalitativna korisnička istraživanja
- Prethodna akademska istraživanja ( ergonomijsko oblikovanje, kognitivna i perceptivna psihologija.)
- Poduzetno znanje: što se već ranije isprobalo

### Transformiranje
Koristeći riječi, dijagrame, i segmentiranje dijelova za restrukturiranje poruke tako da se priča može ispričati efektivnije.

### Pisanje za jasniju komunikaciju
Pisanje i/ili uređivanje za pojednostavljenje poruka, dvosmislenih i nerazumuljivih korisnicima.

### Grafičko i tiskarsko oblikovanje
Oblikovanje izgleda obavijesti tako da korisnici mogu pronaći što žele i razumjeti kada to pronađu.

### Prikaz obavijesti
Stvaranje grafičkih prikaza koji pretvaraju podatke u razumljive i logične obavijesti.

### Prototip
Razumijevanje stvoranja preliminarne vizualizacije, modela i prototipova koji će omogućiti diskusiju i korisno testiranje.

### Testiranje
Razumijevanje dostupnih tehnika za testiranje prototipa i završenih obavijesnih proizvoda za namijenjenu grupu korisnika. Postoji širok raspon dostupnih tehnika koje variraju ovisno o mediju koji se koristi u tom određenom procesu i odabranim korisnicima.
Odabiru se adekvatne metode u svakom posebnom projektu.

### Koordinacija
Sposobnost kvalitetnog rada na razini stručnjaka i ostavljenje dojma «profesionalnog amatera» u timu, zastupajući korisnika.

### Pristupačnost
Razumijevanje što pristupačnost znači za određenu skupinu korisnika. Umijeće realne procjene rizika. Oblikovanje obavijesti je upravo usmjereno ka dostupnosti u najširem smislu.

### Konkretnost
Razumijevanje odabranog medija i procesa. Umijeće specificiranja određenog problema stručnjacima u širem krugu industrije (tisak, video, softwear, proizvodnja) jasno i djelotvorno.

### Tipične aplikacije i kontekst
Oblikovanje obavijesti uječe na širi krug vrsta aplikacija i dokumenata, uključujući finansijske obavijesti, administrativne dokumente, medicinske i farmaceutske obavijesti, obavijesti o hrani i zdravlju, korisničke vodiče, tehničke priručnike, obavijesti o putovanjima, i načinima pronalaženja obavijesti.
Vlada i izvršni autoriteti donijeli su zakone o mnogim problemima koji se pojavljuju u procesu oblikovanja obavijesti; minimalna veličina fonta u financijskim dokumentima, naznačavanje sastojaka provjerene hrane, i testiranje medicinskih oznaka.
Primjeri su The Truth In Lending Act (Istina u činu posuđivanja) u SADu, te poslije i  'Schumer box' (sažeti zbroj troškova ljudi koji su aplicirali za kreditnu karticu), i Guideline on the Readability of the Label and Package Leaflet of Medicinal Products for Human Use (Čitljivost etiketa na pakiranjima medicinskih proizvoda za ljudsku uporabu), Europska komisija (rujan 1998.).

## Unutarnje poveznice
- Informacijska grafika